# رضا شرف الدين
رضا شرف الدين (2 يوليو 1952 بسوسة) هو رجل أعمال ورجل سياسة تونسي أسس مختبر الصيدلة UNIMED في 1989. كان رئيس فرع الكرة الطائرة بالنجم الرياضي الساحلي إلى أن تم انتخابه كرئيس للنادي في 2012. في عام 2014، انتخب لجمعية ممثلي الشعب ممثلا لحزب نداء تونس في قضاء سوسة. في صباح 8 أكتوبر / تشرين الأول 2015، كان ضحية لمحاولة اغتيال عندما فتح مسلح مجهول النار على سيارته أثناء سفره إلى مكان عمله في سوسة 5. وفقا لوزارة الداخلية، العناصر التكفيرية النشطة في كتيبة الفرقان وراء محاولة الاغتيال هذه. في 26 نوفمبر 2017، بعد أعمال العنف خلال مباراة ضد الترجي الرياضي التونسي، استقال من رآسة النادي. قام بتغيير رأيه بخصوص رآسة النجم الساحلي و قرر العزوف عن الاستقالة و المواصلة.